# Etroplinae
Etroplinae es una subfamilia de peces de la familia Cichlidae que comprende tres génerosː
- Etroplus [1]
- Paretroplus [2]
- Pseudetroplus [3]